# Хотинін
Хотинін (пол. Chotynin) — село в Польщі, у гміні Болеславець Верушовського повіту Лодзинського воєводства.